# 小行星2314
小行星2314（2314 Field）是一颗绕太阳运转的小行星，为主小行星带小行星。该小行星于1977年11月12日发现。
該小行星以美國天體物理學家喬治·B·菲爾德命名。

## 轨道参数
小行星2314的轨道半长轴为2.2609186 UA，离心率为0.025。